# Ligne 15 du métro de Shanghai
Pour les articles homonymes, voir Ligne 15.
La ligne 15 du métro de Shanghai est une ligne de métro du réseau métropolitain de Shanghai. La ligne commence au Gucun Park dans le district de Baoshan et se termine à la Zizhu Hi-tech Zone dans le district de Minhang, via la gare de Shanghai-Ouest et la gare de Shanghai-Sud.
La ligne fait 42,3 km de longueur et a 30 stations,. La ligne 15 est interconnectée avec les lignes 1, 2, 3, 7, 9, 11, 12, 13 et 14.

## Histoire
Le 28 décembre 2011, le terminus nord de la ligne a été déplacé de la station Qihua Road à une station indépendante appelée station Jinqiu. Celle-ci est proche de la ligne 7 (entre Qihua et la station de l'Université de Shanghai), mais sans connection directe vers la ligne 7. Cela a suscité une controverse, car la ligne 15 manquait déjà de connexions avec les autres grandes lignes de métro telles que les lignes 2 et 10. Les planificateurs ont reconsidéré le projet et prolongé la ligne 15 au nord de la station Jinqiu pour la connecter à la ligne 7 à la station Gucun Park.
La ligne 15 est inaugurée le samedi 23 janvier 2020, complétant ainsi le réseau à l'ouest du centre-ville de Shanghai.

## Stations
| Nom de la station                               | Nom de la station | Correspondances                    | Distance km | Distance km | Localisation |
| Anglais                                         | Chinois           | Correspondances                    | Distance km | Distance km | Localisation |
| ----------------------------------------------- | ----------------- | ---------------------------------- | ----------- | ----------- | ------------ |
| Gucun Park                                      | 顾村公园          | Ligne 7 du métro de Shanghai       | 0.0         | 0.0         | Baoshan      |
| Jinqiu Road                                     | 锦秋路            |                                    | 3.09        | 3.09        | Baoshan      |
| Fengxiang Road                                  | 丰翔路            |                                    | 1.21        | 4.30        | Baoshan      |
| Nanda Road                                      | 南大路            |                                    | 1.00        | 5.30        | Baoshan      |
| Qi'an Road                                      | 祁安路            |                                    | 1.40        | 6.70        | Putuo        |
| Gulang Road                                     | 古浪路            |                                    | 1.49        | 8.19        | Putuo        |
| East Wuwei Road                                 | 武威东路          |                                    | 0.70        | 8.89        | Putuo        |
| Shanghai West                                   | 上海西站          | Gare de Shanghai-Ouest             | 1.63        | 10.52       | Putuo        |
| Tongchuan Road                                  | 铜川路            | Ligne 14 du métro de Shanghai      | 1.40        | 11.92       | Putuo        |
| North Meiling Road                              | 梅岭北路          |                                    | 0.67        | 12.59       | Putuo        |
| Daduhe Road                                     | 大渡河路          | Ligne 13 du métro de Shanghai      | 1.42        | 14.02       | Putuo        |
| Changfeng Park                                  | 长风公园          |                                    | 0.88        | 14.90       | Putuo        |
| Loushanguan Road                                | 娄山关路          | Ligne 2 du métro de Shanghai       | 1.42        | 16.32       | Changning    |
| Hongbaoshi Road                                 | 红宝石路}         |                                    | 1.37        | 17.69       | Changning    |
| Yaohong Road                                    | 姚虹路            |                                    | 1.71        | 19.50       | Changning    |
| Wuzhong Road                                    | 吴中路            |                                    | 0.86        | 20.36       | Minhang      |
| Guilin Road                                     | 桂林路            | Ligne 9 du métro de Shanghai       | 1.41        | 21.77       | Xuhui        |
| Guilin Park                                     | 桂林公园          | Ligne 12 du métro de Shanghai      | 0.86        | 22.64       | Xuhui        |
| Shanghai South                                  | 上海南站          | Ligne Jinshan Gare de Shanghai-Sud | 1.86        | 24.50       | Xuhui        |
| East China University of Science and Technology | 华东理工大学      |                                    | 1.16        | 25.66       | Xuhui        |
| Luoxiu Road                                     | 罗秀路            |                                    | 1.36        | 27.02       | Xuhui        |
| Zhumei Road                                     | 朱梅路            |                                    | 1.04        | 28.06       | Xuhui        |
| West Huajing                                    | 华泾西            |                                    | 0.76        | 28.82       | Xuhui        |
| South Hongmei Road                              | 虹梅南路          |                                    | 1.58        | 30.40       | Minhang      |
| Jingxi Road                                     | 景西路            |                                    | 1.17        | 31.57       | Minhang      |
| Shujian Road                                    | 曙建路            |                                    | 1.37        | 32.94       | Minhang      |
| Shuangbai Road                                  | 双柏路            |                                    | 0.95        | 33.89       | Minhang      |
| Yuanjiang Road                                  | 元江路            |                                    | 2.80        | 36.69       | Minhang      |
| Yongde Road                                     | 永德路            |                                    | 2.66        | 39.35       | Minhang      |
| Zizhu Hi-tech Zone                              | 紫竹高新区        |                                    | 1.87        | 41.22       | Minhang      |